# Ямада Акійосі
Яма́да Акійо́сі (яп. 山田顕義, やまだあきよし; 18 листопада 1844 — 11 листопада 1892) — японський державний і політичний діяч, військовик, юрист. Генерал-лейтенант Імперської армії Японії. Міністр промисловості (1879—1880), міністр внутрішніх справ (1881—1883), міністр юстиції (1883—1891). Один із засновників університетів Ніхон та Кокуґакуїн. Граф.

## Біографія
Ямада Акійосі народився 18 листопада 1844 року в західнояпонському уділі Тьосю-хан, в самурайській родині. Він навчався у школі Сьокасон під керівництвом Йосіди Сьоїна.
В юності Акійосі взяв участь у громадському антисьоґунатівському русі «Шануймо Імператора, геть варварів!». Після інциденту 1864 року в Кіото він повернувся на батьківщину, сформував спільно з Сінаґавою Ядзіро «загін щитотосців» і воював проти коаліції західних держав у Сімоносекській війні. Згодом Акійосі захищав рідний Тьосю-хан від каральних військ сьоґунату у 1864—1866 роках.
Після реставрації Мейдзі 1868 року Акійосі підтримав новостворений Імператорський уряд і виступив на його боці в громадянській війні Босін 1868—1869 років. Він воював у Північній Японії й відзначився у ліквідації Едзоської республіки. 1869 року, за заслуги, уряд призначив Акійосі старшим помічником міністра війни, а через два роки надав звання генерал-майора Імперської армії Японії.
1871 року Акійосі увійшов до складу посольства Івакури як радник. Під час перебування закордоном, він вивчав систему організації війська європейських країн. 1873 року Акійосі повернувся на батьківщину й був призначений командиром Токійського гарнізону. Наступного року він паралельно отримав пост старшого заступника міністра юстиції.
1874 року Акійосі брав участь у придушенні Саґського повстання, а 1877 року командував другою бригадою спеціального призначення в ході Південно-західної війни. 1878 року його нагородили званням генерал-лейтенанта і включили до складу Сенату. Через рік Акійосі отримав крісло міністра промисловості, а згодом портфелі міністра внутрішніх справ та міністра юстиції. 1884 року йому надали титул графа і прирівняли до титулованої шляхти кадзоку. Саме в цей час Акійосі долучився до створення Інституту дослідження монаршої класики, майбутнього університету Кокуґакуїн, та Японської юридичної школи, майбутнього університету Ніхон.
З 1885 року по 1891 рік Акійосі посідав крісло міністра юстиції в чотирьох японських урядах. На цій посаді він займався підготовкою законодавства країни, з метою позбутися нерівноправних договорів, підписаних 1858 року з іноземними державами. Однак після інциденту в Оцу 1891 року, Акійосі перебував під постійним тиском Палати розслідувань. Він раптово захворів і звільнитися з посади міністра. Після цього він увійшов до складу Таємної ради, яка займалася випрацюванням Конституції, але незабаром, 11 листопада 1892 року, раптово помер у віці 49 років. Поховали екс-міністра в монастирі Ґококудзі, в районі Бункьо, Токіо.